# Hauerite
L'hauerite (simbolo IMA: Hr) è un minerale raro del gruppo della pirite appartenente alla classe dei minerali "solfuri e solfosali" con la composizione chimica MnS2 e quindi chimicamente un disolfuro di manganese.

## Etimologia e storia
Alla riunione Freunde der Naturwissenschaften ('Amici delle Scienze Naturali') nel novembre 1846, Franz Ritter von Hauer, in rappresentanza di Wilhelm Karl Ritter von Haidinger, che era malato, riferì della scoperta di un nuovo tipo di minerale, per il quale Haidinger aveva proposto il nome hauerite. I campioni di minerale necessari per un'analisi completa erano stati forniti dalla Corte Reale Imperiale di Berghofer e provenivano da una miniera di zolfo vicino a Kalinka, Vígľašská Huta-Kalinka nella Slovacchia centrale.
Haidinger scelse il nome hauerite in riconoscimento dei meriti del geologo e paleontologo austriaco Joseph Ritter von Hauer e in onore di suo figlio Franz per il suo aiuto nell'identificazione del nuovo minerale.
Il campione tipo del minerale, un totale di sei campioni, è nella collezione del Naturhistorisches Museum di Vienna con i numeri di catalogo A.k.894, A.b.6859 e A.x.421.

## Classificazione
Già nell'obsoleta 8ª edizione della sistematica minerale secondo Strunz, l'hauerite apparteneva alla classe minerale dei "solfuri e solfosali" e lì alla sottoclasse dei "solfuri con M:S < 1:1", dove era elencata insieme ad aurostibite, cattierite, geversite, laurite, michenerite, penroseite, pirite, sperrylite, trogtalite, vaesite e villamanínite e con le quali formava il sistema nº II/C.05.
Nella Sistematica dei lapis (Lapis-Systematik) di Stefan Weiß, che si basa ancora su questa vecchia forma di classificazione di Strunz per rispetto dei collezionisti privati e delle collezioni istituzionali, al minerale è stato assegnato il sistema e il numero di minerale II/D.17-60. In questa Sistematica ciò corrisponde anche alla classe "Solfuri con metallo: S,Se,Te < 1:1", dove l'hauerite insieme ad aurostibite, cattierite, changchengite, dzharkenite, erlichmanite, fukuchilite, geversite, insizwaite, kruťaite, laurite, maslovite, mayingite, michenerite, padmaite, penroseite, pirite, sperrylite, trogtalite, testibiopalladite, vaesite e villamanínite forma il "gruppo della pirite" (a partire dal 2018).
La 9ª edizione della sistematica minerale di Strunz, valida dal 2001 e aggiornata dall'Associazione Mineralogica Internazionale (IMA) fino al 2024, classifica l'hauerite nella classe più generale "2.E Solfuri metallici, M: S ≤ 1:2". Tuttavia, questa è ulteriormente suddivisa in base all'esatto rapporto tra le sostanze e i metalli predominanti nel composto, in modo che il minerale possa essere trovato nella suddivisione "2.EB M:S = 1:2, con Fe, Co, Ni, PGE, ecc." in base alla sua composizione, dove può essere trovato insieme a dzharkenite, erlichmanite, fukuchilite, gaotaiite, geversite, insizwaite, kruťaite, aurostibite, cattierite, laurite, penroseite, pirite, sperrylite, trogtalite, vaesite, villamanínite con le quali forma il "gruppo della pirite" con il sistema nº 2.EB.05a.
Anche la classificazione dei minerali secondo Dana, utilizzata principalmente nel mondo anglosassone, classifica l'hauerite nella classe dei "solfuri e solfosali" e lì nella sottoclasse dei "minerali solfuri". Qui è anche nel "gruppo della pirite" (isometriche: Pa3)" con il sistema nº 02.12.01 nella suddivisione "Solfuri – compresi seleniuri e tellururi – con composizione AmBnXp, con (m+n):p = 1:2".

## Chimica
La composizione idealizzata (teorica) dell'hauerite (MnS2) è costituita per il 46,14% da manganese (Mn) e per il 53,86% da zolfo (S). Tuttavia, tracce di ferro e biossido di silicio sono state rilevate anche in campioni minerali provenienti dalla miniera di zolfo di Destricella vicino a Raddusa, in Sicilia.

## Abito cristallino
L'hauerite cristallizza nel sistema cubico nella struttura della pirite nel gruppo spaziale Pa3 (gruppo nº 205) con il parametro del reticolo a = 6,10 Å e quattro unità di formula per cella unitaria.

## Caratteristiche chimico-fisiche

### Morfologia
La forma cristallina predominante nell'hauerite è l'ottaedro {111}. Tuttavia, ci sono altre combinazioni cubiche come il cubottaedro o l'ottaedro troncato. Inoltre, sono note anche forme aggregate sferiche e a stelo.

### Proprietà fisiche e chimiche
Con una durezza Mohs pari a 4, l'hauerite è uno dei minerali medio-duri e, come il minerale di riferimento fluorite (durezza 4), può essere facilmente graffiato con un coltellino tascabile. Ciò che colpisce dell'hauerite è la sua facile sfaldatura dopo la {100} del cubo. Reagisce con fragilità alle sollecitazioni meccaniche e si rompe con superfici di frattura da irregolari a leggermente simili a conchiglie.
Riscaldato in un tubo di vetro davanti al cannello a soffiatura, molto zolfo evapora, lasciando dietro di sé un residuo verde che è solubile in acidi e forma acido solfidrico (H2S). Riscaldandolo insieme al carbonato di sodio (Na2CO3) su un foglio di platino si crea una reazione al manganese.

### Proprietà ottiche
L'hauerite è generalmente opaca e di colore bruno-rossastro scuro o bruno-nero. Il colore dello striscio del minerale è di rosso-brunastro simile. Nelle scaglie di sfaldatura più sottili, l'hauerite è traslucida di colore rosso-brunastro, che è una proprietà molto insolita all'interno della serie della pirite. Le superfici lucide appaiono bianco-grigiastre con una sfumatura marrone molto chiara con riflessi interni rossi.

## Origine e giacitura
L'hauerite si forma per sedimentazione in depositi minerali argillosi ricchi di zolfo ed è un minerale caratteristico dei duomi salini, si trova solitamente in paragenesi con calcite, gesso, realgar e zolfo nativo.
Essendo una formazione minerale rara, l'hauerite è stata rilevata solo in pochi luoghi in tutto il mondo, con circa 30 siti documentati a partire dal 2020. La sua località tipo, Kalinka, in cui sono stati scoperti cristalli e aggregati di dimensioni fino a 2,5 cm, è l'unico sito conosciuto in Slovacchia.
La più nota per gli eccezionali ritrovamenti di hauerite è la già citata miniera di zolfo di Destricella vicino a Raddusa in Italia, dove sono venuti alla luce cristalli ben sviluppati fino a 5 cm di diametro. Sono stati trovati anche cristalli fino a 1,5 cm in varie fosse vicino a Tarnobrzeg in Polonia.
L'unico sito finora noto in Germania è l'ex cumulo di scorie della miniera a cielo aperto di Lichtenberg del giacimento di uranio vicino a Ronneburg in Turingia.
Altri siti includono il distretto di Dobrič (Bulgaria), la provincia cinese di Hunan, la prefettura di Aomori sull'isola di Honshū in Giappone e alcune regioni della Louisiana e del Texas (Stati Uniti).

## Forma in cui si presenta in natura
L'hauerite sviluppa principalmente cristalli isometrici, ottaedrici e altre combinazioni cubiche, ma si presenta anche sotto forma di aggregati minerali sferici. Il minerale è opaco, ma debolmente traslucido in strati sottili. Le superfici dei cristalli da bruno-rossastro a nero-brunastro mostrano inizialmente una lucentezza da metallica ad adamantina, simile a una miscela quando sono freschi, ma gradualmente si appannano a causa degli agenti atmosferici e diventano opache.